# Goon – Kein Film für Pussies
Goon (deutscher Untertitel: Kein Film für Pussies) ist ein US-amerikanischer Spielfilm von Regisseur Michael Dowse aus dem Jahr 2011 mit Seann William Scott in der Hauptrolle.

## Handlung
Doug ist Türsteher in einer kleinen Kneipe in Orangetown. In seiner Freizeit schaut er sich zusammen mit seinem Freund Pat regelmäßig Eishockeyspiele im Stadion an. Bei einem Spiel fühlt sich ein Spieler der gegnerischen Mannschaft von Pat beleidigt und will auf ihn losgehen. Doug geht jedoch dazwischen, steckt einige harte Schläge des Spielers unbeeindruckt weg und schlägt ihn schließlich bewusstlos. Dies fällt Ronnie Hortense, dem Trainer des örtlichen Eishockeyvereins auf, der ihn daraufhin zu einem Probetraining einlädt. Dort kommt es prompt zu einer handfesten Schlägerei, bei der Doug mehrere Spieler verprügelt. Doug wird in das Team aufgenommen.
Dougs Aufgabe im Spiel ist das Decken der Angriffsspieler und das Verprügeln von Gegnern auf dem Eis. Als er das Angebot erhält, für einen höherklassigen Verein zu spielen, geht er nach Halifax. Sein neues Team verliert zunächst viele Spiele. Durch einige Zufallstreffer von Doug wendet sich das Blatt jedoch. Vor einem der Spiele trifft Doug auf den gegnerischen Spieler Ross, den er bereits seit einigen Jahren bewundert, da Ross genau wie Doug gern Gegner auf dem Eis verprügelt. Ross erzählt ihm, dass er zum Ende der Saison seine Karriere beenden will und droht ihm, ihn bei ihrem nächsten Aufeinandertreffen auf dem Eis zu verprügeln. Da Doug für dieses Spiel jedoch gesperrt ist, kommt es noch nicht zu einem direkten Aufeinandertreffen.
In einer Bar trifft er auf Eva. Sie hat ein schlechtes Gewissen, sich mit Doug einzulassen, da sie einen festen Freund hat. Sie ist jedoch fasziniert von ihm und hält Kontakt. Erst nach einiger Zeit findet sie den Mut, sich von ihrem Freund zu trennen.
Doug kann in einem entscheidenden Spiel den Puck mit seinem Gesicht blocken und damit seiner Mannschaft zum Sieg verhelfen. Im letzten entscheidenden Spiel trifft Dougs Mannschaft wieder auf die Mannschaft von Ross. Auf dem Eis kommt es zur direkten Konfrontation zwischen Ross und Doug. Obwohl Doug bereits stark verletzt ist, kann er Ross bewusstlos schlagen. Dougs Mannschaft kann das Spiel letztlich gewinnen.

## Kritik
Bei Metacritic erreicht der Film einen Metascore von 64 %. Von den bei Rotten Tomatoes gesammelten Filmkritiken fallen 82 % positiv aus (Stand Oktober 2012).

## Hintergrund
Der Film basiert auf dem Buch Goon: The True Story of an Unlikely Journey into Minor League Hockey von Adam Frattasio und Doug Smith.

## Veröffentlichung
Der Film wurde zunächst im September 2011 im Rahmen des Toronto International Film Festival gezeigt und startete am 24. Februar 2012 in ausgewählten Kinos in den USA. Der Film spielte an den Kinokassen weltweit rund 6,5 Millionen US-Dollar ein. In Deutschland lief der Film nicht im Kino, sondern wurde direkt auf DVD veröffentlicht.

## Fortsetzung
2017 wurde mit Goon: Last of the Enforcers eine Fortsetzung veröffentlicht. Seann William Scott ist erneut in der Hauptrolle zu sehen. Die Regie übernahm Jay Baruchel, der beim ersten Teil am Drehbuch mitwirkte und auch als Schauspieler auftrat.